# Evald Hansen
Pour les articles homonymes, voir Hansen.
Evald Hansen, né le 14 novembre 1840 à Tårnby (sv), aujourd'hui une banlieue de Copenhague, et mort le 13 juin 1920 à Landskrona, est un graveur et graveur sur bois danois et suédois des XIXe et XVIIIe siècles.

## Biographie
Né en 1840 à Tårnby, près de Copenhague, Evald Hansen a fait ses études dans la capitale danoise, puis a été actif à Leipzig et Düsseldorf. Il déménage en 1864 à Stockholm et commence à travailler pour le magazine Ny Illustrerad Tidning (de) et pour l'Académie royale suédoise des belles-lettres, d'histoire et des antiquités. Il a effectué de nombreuses xylographies pour l'archéologue Oscar Montelius, notamment dans l'ouvrage La civilisation primitive en Italie (1895), qui ont été très appréciées. On peut retrouver certains de ses travaux dans la Bibliothèque de l'université d'Uppsala.

## Œuvres

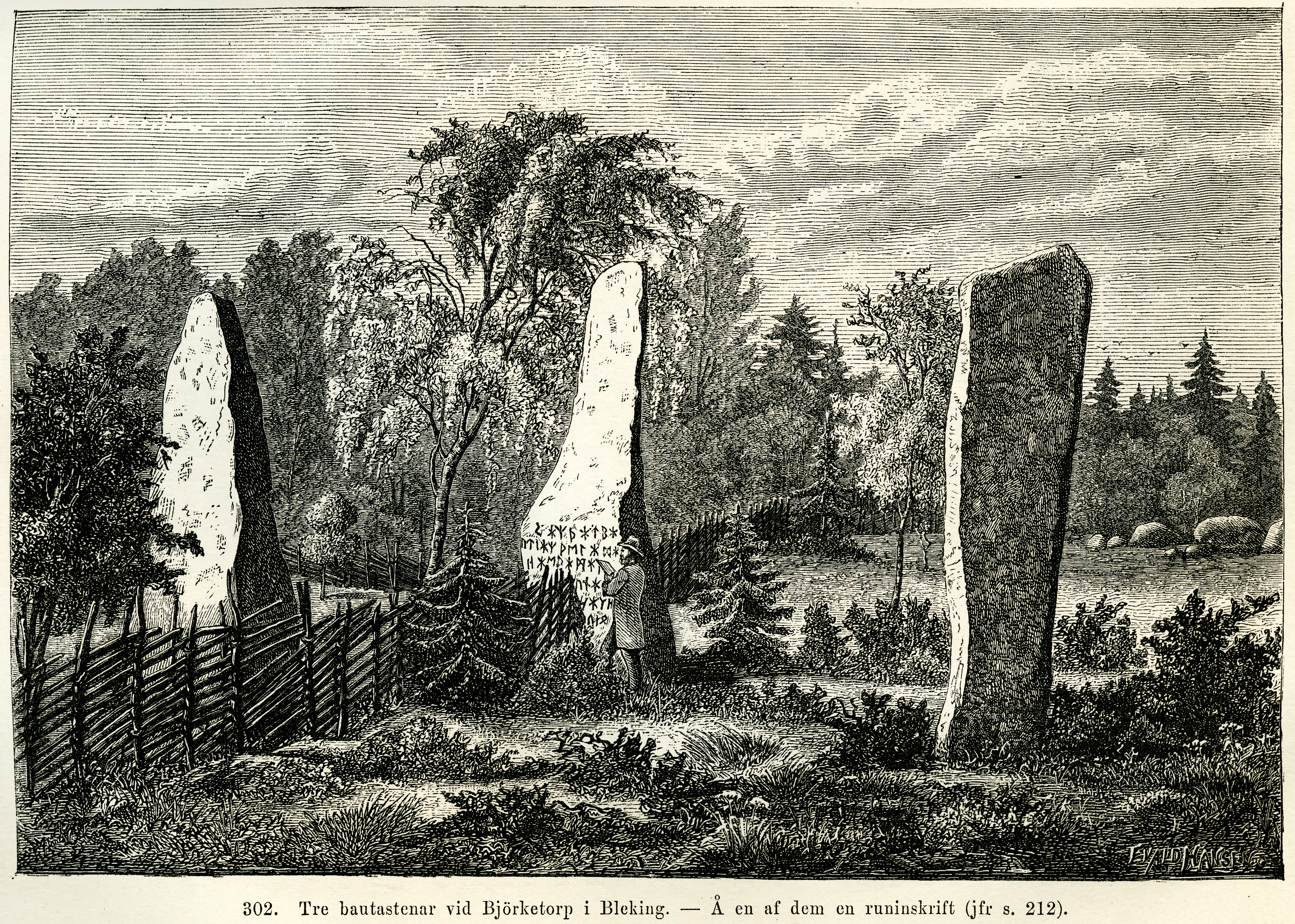
Pierre runique de Björketorp (en).
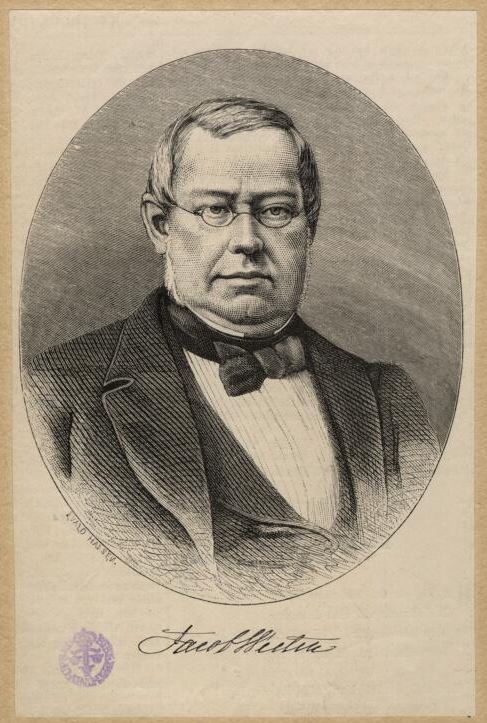
Jacob Westin (en), xylographie, Bibliothèque de l'université d'Uppsala. XIXe siècle
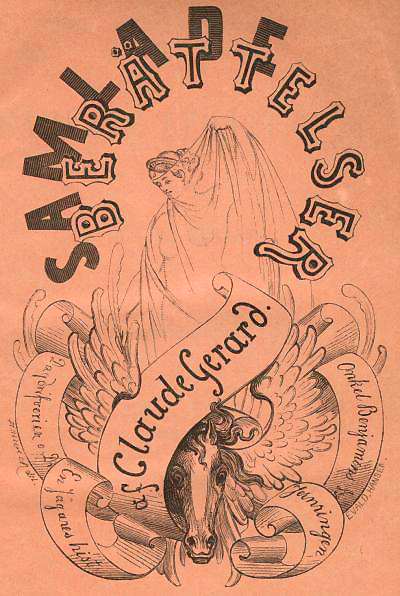
Couverture du livre Samlade berättelser : svenskt original Claude Gérard. 1872
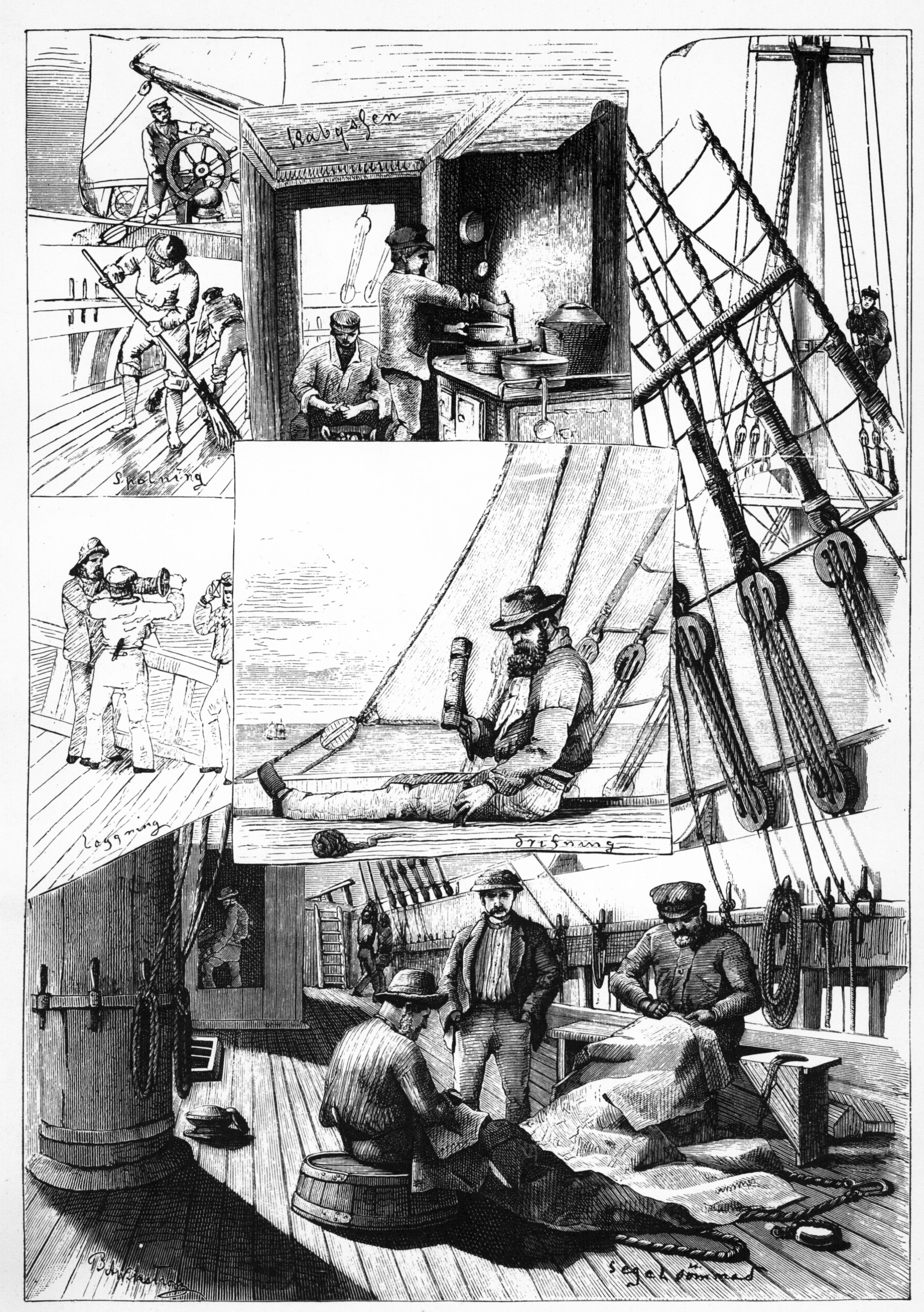
Dagligt liv på ett svenskt segelfartyg, d'après un dessin d'Anders Wikström dans le Ny Illustrerad Tidning. 1882
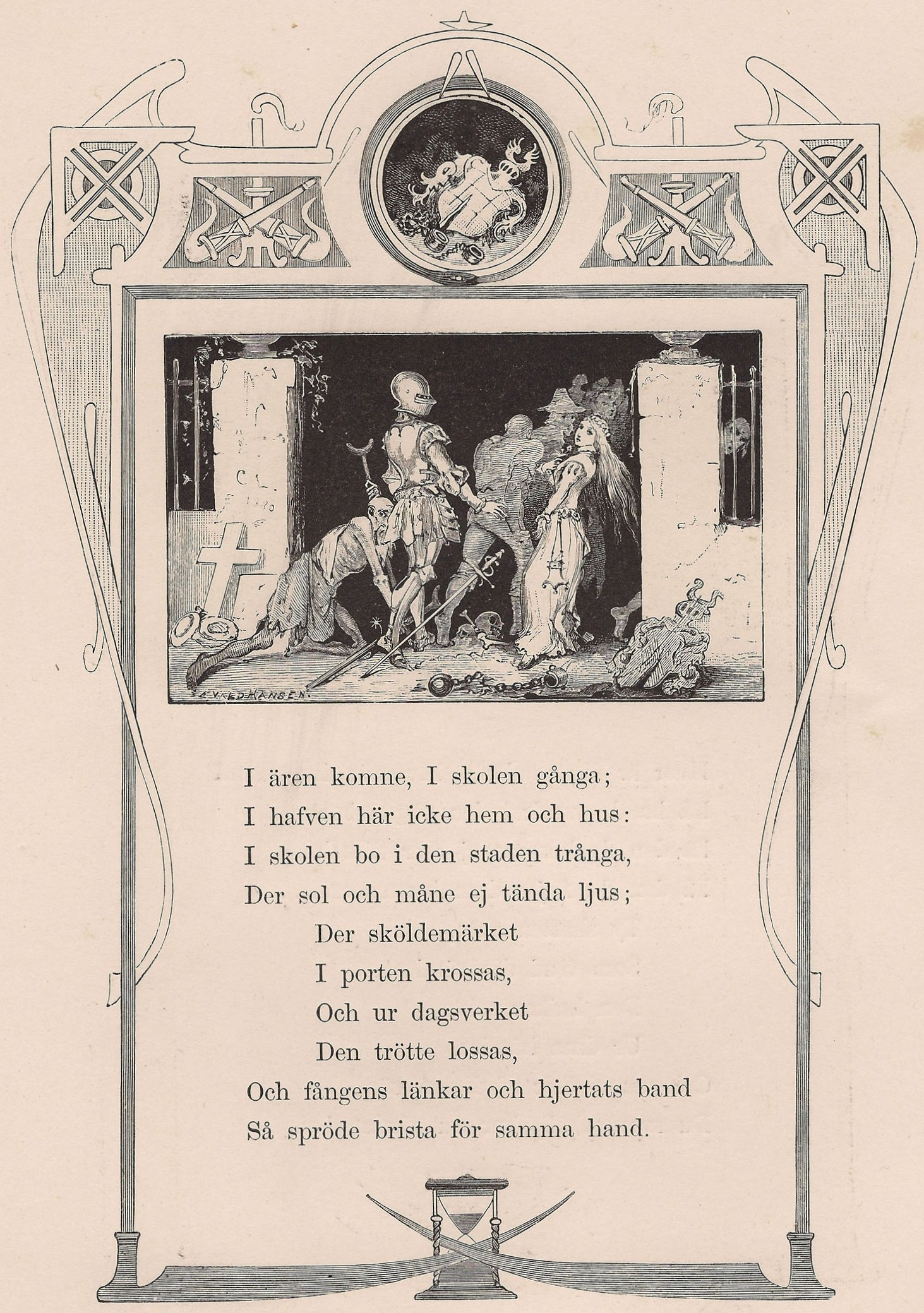
Vignette du poème de Johan Olof Wallin (en) Dödens engel, d'après la publication de Carl Larsson.